# Faryny
Faryny (deutsch Farienen) ist ein Dorf in der polnischen Woiwodschaft Ermland-Masuren. Es gehört zur Gmina Rozogi (Friedrichshof) im Powiat Szczycieński (Kreis Ortelsburg).

## Geographische Lage
Faryny liegt in der südlichen Mitte der Woiwodschaft Ermland-Masuren, 27 Kilometer östlich der Kreisstadt Szczytno (deutsch Ortelsburg).

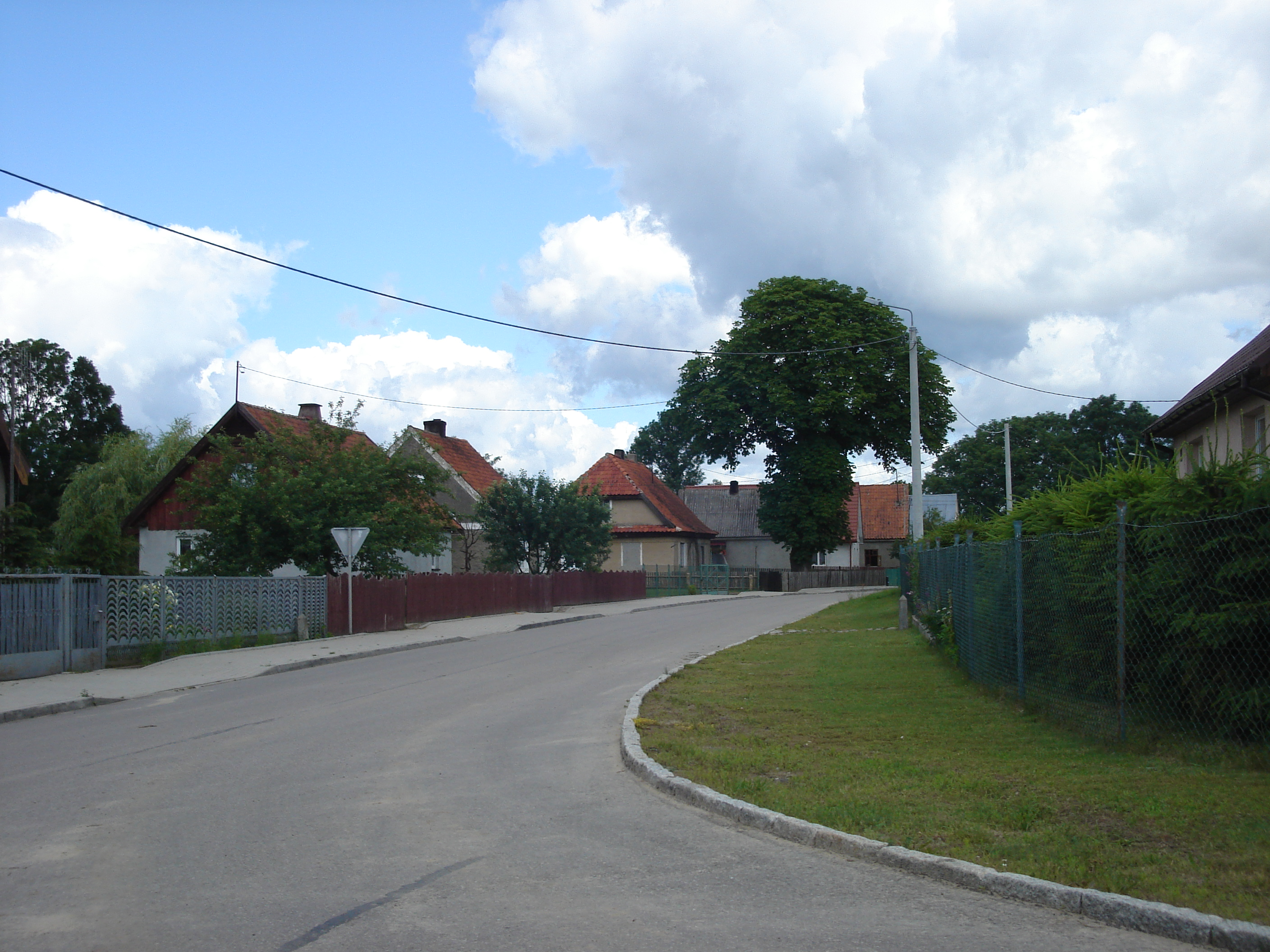
Ortsansicht Faryny

## Geschichte

### Ortsgeschichte
Das Gründungsprivileg für Farienen wurde am 30. Januar 1662 vom Großen Kurfürsten für die Dorfschulzen Woltek Marczinzeck und Paul Lasers ausgestellt. Genaue Angaben über die Zahl der Bauern liegen nicht vor. 1784 wurden die Vermögensverhältnisse der Einwohner als „dürftig“ geschildert. Noch 1835 sind die wirtschaftlichen Verhältnisse „traurig“. Erst in den 1880er Jahren lief eine günstige Entwicklungsperiode an.
Am 16. Juli 1874 wurde Farienen Amtsdorf und damit namensgebend für einen Amtsbezirk, der bis 1945 bestand und zum Kreis Ortelsburg im Regierungsbezirk Königsberg (ab 1905: Regierungsbezirk Allenstein) in der preußischen Provinz Ostpreußen gehörte.
Im Jahre 1910 waren in Farienen 1.036 Einwohner gemeldet. Ihre Zahl sank bis 1933 auf 921 und belief sich 1939 noch auf 857. Aufgrund der Bestimmungen des Versailler Vertrags stimmte die Bevölkerung in den Volksabstimmungen in Ost- und Westpreußen am 11. Juli 1920 über die weitere staatliche Zugehörigkeit zu Ostpreußen (und damit zu Deutschland) oder den Anschluss an Polen ab. In Farienen stimmten 703 Einwohner für den Verbleib bei Ostpreußen, auf Polen entfielen keine Stimmen.
Im Dorf befand sich eine Försterei, die 1,75 Kilometer nordöstlich angesiedelt war. Von regionaler Bedeutung war außerdem ein Dampfsägewerk.
Als 1945 in Kriegsfolge das gesamte südliche Ostpreußen an Polen überstellt wurde, war auch Farienen davon betroffen. Das Dorf erhielt die polnische Namensform „Faryny“ und ist heute – mit Sitz eines Schulzenamtes (polnisch Sołectwo) – eine Ortschaft im Verbund der Landgemeinde Rozogi (Friedrichshof) im Powiat Szczycieński (Kreis Ortelsburg), bis 1998 der Woiwodschaft Ostrołęka, seither der Woiwodschaft Ermland-Masuren zugehörig.
Im Jahre 2011 zählte Faryny 353 Einwohner.

### Amtsbezirk Farienen (1874–1945)
Der Amtsbezirk Farienen setzte sich bei seiner Errichtung im Jahre 1874 aus sechs Dörfern zusammen. Am Ende waren es fünf:
| Deutscher Name                                             | Geänderter Name 1938 bis 1945 | Polnischer Name    | Anmerkungen                                                                                  |
| ---------------------------------------------------------- | ----------------------------- | ------------------ | -------------------------------------------------------------------------------------------- |
| Farienen                                                   |                               | Faryny             |                                                                                              |
| Groß Blumenau                                              |                               | Kwiatuszki Wielkie |                                                                                              |
| Groß Spalienen                                             | Neuwiesen                     | Spaliny Wielkie    |                                                                                              |
| Klein Blumenau                                             |                               | Kwiatuszki Małe    | vor 1900 nach Kowallik eingemeindet                                                          |
| Kowallik                                                   | (ab 1928:) Waldburg           | Kowalik            |                                                                                              |
| Waldburg                                                   |                               | Kowalik            | 1928 in die Landgemeinde Kowallik eingemeindet, die zeitgleich in „Waldburg“ umbenannt wurde |
| ab 1881 (vorher dem Amtsbezirk Friedrichsfelde zugehörig): |                               |                    |                                                                                              |
| Kokosken                                                   | Kleinlindengrund              | Kokoszki           | ab 1894 zu Wysockigrund zugehörig                                                            |
| Lipniak bei Farienen                                       | Lindenheim                    | Lipniak            | ab 1894 zu Wysockigrund zugehörig                                                            |
| Wysockigrund                                               | (ab 1932:) Lindengrund        | Wysoki Grąd        |                                                                                              |

Am 1. Januar 1945 gehörten die Dörfer Farienen, Groß Blumenau, Lindengrund, Neuwiesen und Waldburg zum Amtsbezirk Farienen.

## Kirche

### Evangelisch
Die mehrheitlich evangelischen Einwohner Farienens waren bis 1945 in die Kirche Friedrichshof eingepfarrt, die der Kirchenprovinz Ostpreußen der Kirche der Altpreußischen Union zugeordnet war. Heute gehören die nur noch wenigen evangelischen Kirchenglieder zur Kirche in Szczytno (Ortelsburg) in der Diözese Masuren der Evangelisch-Augsburgischen Kirche in Polen.

### Römisch-katholisch
Die wenigen Fariener Katholiken gehörten bis 1945 zur Pfarrei in Liebenberg (polnisch Klon) im Bistum Ermland. Heute gibt es in Faryny eine eigene katholische Kirche, die dem Erzbistum Ermland zugehört.

## Schule
Farienen hatte eine vierklassige Volksschule. 1925 erhielt sie einen modernen Neubau.

## Verkehr

### Straßen
Faryny liegt östlich der polnischen Landesstraße 59 und ist über den Abzweig in Kokoszki zu erreichen. Außerdem führt eine Nebenstraße von Kolonia (Grünwalde) über Borki Rozowskie (Borken, 1938 bis 1945 Wildheide) nach Faryny.

### Bahn
Seit 1961 ist Faryny nicht mehr an den Bahnverkehr angebunden. Bis dahin verfügte das Dorf über drei Bahnstationen, die der Bahnstrecke Puppen–Myszyniec der Ortelsburger Kleinbahn, nach 1945 der Polnischen Staatsbahn, zugehörten: Faryny (deutsch Farienen Bahnhof), Faryny Przystanek (Farienen Haltepunkt) und Faryny Tartak (Farienen Sägewerk). Die Strecke wird seit 1961 nicht mehr befahren.